# 모리오리인
모리오리인(Moriori)은 채텀 제도(모리오리어로는 Rēkohu, 마오리어로는 Wharekauri)의 최초 정착민이다. 모리오리는 약 1500년경 뉴질랜드 본토에서 온 폴리네시아인으로, 이는 본토 마오리 문화가 고대기에서 고전기로 전환되던 시기와 비슷하다. 구전 전승에 따르면 16세기 채텀 제도로 이주한 것으로 기록되어 있다.  정착민들의 문화는 본토 마오리와 달라졌으며, 독특한 모리오리어, 신화, 예술적 표현, 생활 방식을 발전시켰다. 현재 약 700명이 자신을 모리오리로 정체화하고 있으며, 대부분은 채텀 제도에 살고 있지 않다. 19세기 후반 일부 저명한 인류학자들은 모리오리가 뉴질랜드 본토의 마오리 이전 정착민이며, 멜라네시아 기원일 가능성이 있다고 주장했으나, 20세기 초 이후 고고학자들은 이러한 가설은 반박했다, 그러나 21세기까지도 와이탕이 조약 합의 과정의 비판자들이 해당 가설을 언급했다.
초기 모리오리는 동부 폴리네시아의 사회 관습과 조직에 기반한 부족 집단을 형성했다. 이후 16세기 모리오리 지도자 누누쿠훼누아(Nunuku-whenua)의 가르침에 기반한 평화주의 문화가 등장했으며, 이를 누누쿠 법(nunuku)이라 불렀다. 이러한 문화는 1830년대 머스킷 전쟁 동안 타라나키 마오리 침략자들에 의해 학살당하기 쉽게 만들었다. 이 사건은 모리오리 집단학살로, Ngāti Mutunga와 Ngāti Tama 부족의 구성원들에 의해 모리오리 인구의 약 95%가 살해되거나 노예로 전락했다.
그러나 모리오리는 사라지지 않았으며, 20세기 뉴질랜드의 두 번째 원주민으로 인정받았다. 모리오리의 문화와 언어는 부흥되었으며, 그들이 거주하는 섬에 대한 모리오리 이름이 우선시되었다. 2020년 2월 뉴질랜드 정부는 부족 지도자들과 조약을 체결해 모리오리인들에게 법적 권리를 보장하고, 과거 마오리와 유럽 정착민들의 행동에 대해 사과했다. 정부는 학살로 인해 희생된 사람들의 유해를 반환하고, 1800만 뉴질랜드 달러의 배상금을 지급했다. 2021년 11월 23일 뉴질랜드 정부는 모리오리와 뉴질랜드 군주 간의 조약을 법으로 제정했다. 이 법은 모리오리 청구 합의 법안(Moriori Claims Settlement Bill)이라 불리며, "모리오리 조상들은 Rēkohu, Rangihaute, Hokorereoro(남동섬), 그리고 채텀 제도를 구성하는 기타 인근 섬들의 최초 거주민이었다. 그들은 1000년에서 1400년 사이에 도착했다."라는 문장으로 시작하는 합의된 역사 요약을 포함하고 있다.

## 같이 보기
- 모리오리어
- 마오리족
- 채텀 제도

## 참고 자료
- 제러드 다이아몬드 (1997). 〈2〉. 《총, 균, 쇠》. 문학사상.